# Hevesi József (író)
Hevesi József, születési és 1877-ig használt nevén Kronstein József (Fegyvernek, 1857. március 15. – Budapest, 1929. január 20.) író, újságíró, a Magyar Szalon szerkesztője.

## Pályája
Hevesi (Kronstein) Farkas és Gross Fanni fiaként született zsidó származású családban. Előbb magánúton tanult és elég későn, tizenhárom évesen jutott gimnáziumba, Kecskemétre. A szokásosnál rövidebb idő alatt végezte el a középiskolát. 1877-ben Budapestre ment, ahol az egyetem bölcsészeti karán végezte tanulmányait, azután újságíró lett.
Első verse 1875-ben jelent meg. Több tárcát és elbeszélést írt vidékről a Lukács Béla szerkesztése alatt megjelent Közvéleménybe, majd a fővárosba érkezve e lap munkatársa lett. Később több lapot és folyóiratot is szerkesztett. Rendkívül termékeny novellista volt, elbeszéléseinek témáit lírai hangon dolgozta fel.
Házastársa Dick Julianna volt.

## Munkái
- Ibolyák. Versek. Budapest, 1879.
- A malom alatt. (Alphonse Daudet után, fordította.) Budapest, 1879.
- Névjegyek Janka asztalára. Mezőtúr, 1880. (Elbeszélések.)
- Vig elbeszélések. Esztergom, 1883. – (Mulattató Könyvtár, 22.)
- A feltámadt halott. Budapest, 1886. (M. Mesemondó 11. sz., névtelenül.)
- Hamis gyémántok. Novellák. Budapest, 1886.
- Apró történetek. Novellák. Budapest, 1887.
- Nászúton. Novellák. Budapest, 1892.
- Az ár ellen. Regény. Budapest, 1892.
- A gordiusi csomó. Novellák. Budapest, 1895.
- Piros narancsok. Novellák. Budapest, 1900.
- Márkus-téri galambok. Novellák. Budapest, 1903.
- Azur történetek. Novellák. Budapest, 1906.
- Hevesi József válogatott művei. Tíz kötet. Budapest, 1910.

Írt színműveket Hetényi Bélával együtt: A harmadik, dramolette egy felvonásban, (első előadása: 1885. február 20., a Nemzeti Színházban; megjelent a Magyar Salonban II. 1884–1885.); A lidércz, előadták 1885. szeptember 6-án a Budai Színkörben; Ősz és tavasz, előadták 1886 március 3-án a Nemzeti Színházban; A szamárdiak, előadták Kecskeméten; Nasztya, ezt egy Sarapov Sergius nevű orosszal közösen írta; előadták Kecskeméten.
További színdarabok: A négy évszak (színmű, Hetényi Bélával; Nemzeti Színház, 1897); Hajnali harangszó (népszínmű, Karczag Vilmossal; Népszínház, 1898); A mama (vígjáték; Nemzeti Színház, 1904); Liliomhullás (színmű).
Szerkesztette Budapesten a Vasárnapi Lapokat 1880–81.; az Ellenőrt 1883.; a Magyar Salont 1884. május 1-jétől 1891. szeptemberig Fekete Józseffel együtt; a Szépirodalmi Könyvtárt, melyet a Műbarátok Köre adott ki 1890–93-ban, 12 kötetben; a Szabad Szó című képes politikai napilapot 1893. májustól 1894. májusig, a Magyar Géniusz című képes lapot 1892. januártól, az Otthon című képes havi folyóiratot 1894-től. Számos más lapban is jelentek meg írásai. Összeállította a Magyar Dekameront (száz magyar író elbeszélése). Budapest, 1891–1893.
Álnevei: Figaró, Lucifer.